# Christian Olsson (friidrottare)
För andra betydelser, se Christian Olsson.

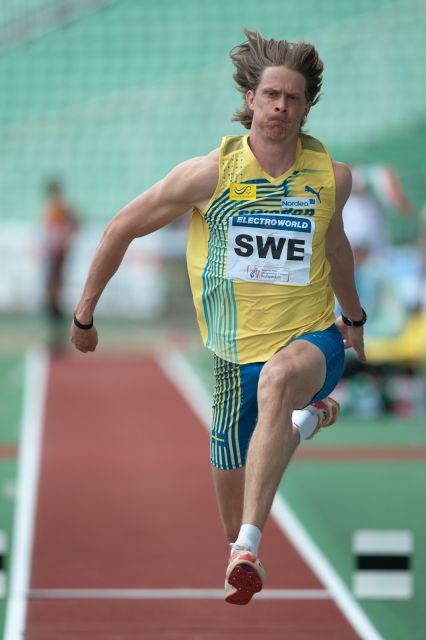
Christian Olsson hoppar i Budapest 2010

John Christian Bert Olsson, född 25 januari 1980 i Kortedala församling i Göteborg, är en svensk före detta friidrottare och trestegshoppare.
Olsson slog igenom internationellt 2001 då han kom tvåa i VM i Edmonton. Han vann ett VM-guld 2003 i Paris och ett OS-guld i Aten 2004. På meritlistan finns också två guld i inomhus-VM, tre EM-guld (varav ett inomhus) och sju SM-guld (varav fyra inomhus). 
Olsson är innehavare av de svenska rekorden på 17,79 (2004) utomhus samt 17,83 inomhus (2004) – vid tidpunkten tangerat världsrekord. Han var även en skicklig höjdhoppare med ett SM-silver och tre SM-brons under åren 1999–2001. Under sin professionella karriär tränades han av Yannick Tregaro.
Efter att ha förföljts av skador i många år meddelade Olsson den 14 maj 2012 att han avslutar sin aktiva karriär.

## Karriär
Olsson började sin karriär i Örgryte IS. Han tränades av Viljo Nousiainen mellan 1994 och 1999. År 1999 blev Yannick Tregaro hans tränare. 
Som junior vann Olsson 1999 EM i friidrott i grenen höjdhopp och tog samma år ett silver i tresteg. Sitt första SM-tecken tog han 2000 då han vann tresteg.   
Vid OS i Sydney år 2000 slogs han ut i kvalet med längden 16,64.
Internationellt slog Olsson igenom 2001 då han kom tvåa i VM på 17,47 efter Jonathan Edwards som hoppade 17,92. Tidigare samma sommar var han med vid U23-EM i Amsterdam och vann då guld med ett hopp på 17,24.
2002 vann han sina första stora internationella mästerskap. Under den inledande inomhussäsongen vann han guld vid inomhus-EM i Wien, med 17,54. Senare under året, i augusti, vann han även guld vid EM i München, med 17,53. I mitten på september deltog Olsson i 2002 års upplaga av Världscupen som hölls i Madrid där han kom trea med 17,05.
2003 vann han VM, både inomhus och utomhus.
Vid inomhus-VM, 7 mars 2004, tog Christian Olsson guld på 17,83, vilket var en tangering av kubanen Aliecer Urrutias inomhus-världsrekord från 1997. Den 22 augusti samma år, vid OS i Aten, vann han trestegsfinalen på det nya svenska rekordet 17,79. Efter OS säkrade han sin andel på 500 000 dollar i Golden League-jackpoten efter att ha vunnit samtliga 6 deltävlingar under säsongen.
Olsson missade VM i Helsingfors 2005 på grund av skada och fick därmed inte möjlighet att försvara sin titel. Hans första stora internationella tävling utomhus efter ett cirka två år långt skadeuppehåll blev friidrotts-EM 2006 i Göteborg. Inför hemmapubliken lyckades han i finalen hoppa 17,67 och tog därmed hem EM-guldet med 46 centimeter före tvåan, britten Nathan Douglas.
Olsson missade även världsmästerskapen i Osaka 2007 på grund av en skada i baksidan av låret. Efter en långvarig konvalescens från skador och ett 2008 som fokuserade på återhämtning och preparationer inför de olympiska sommarspelen 2008 i Peking, gjorde Olsson comeback på DN-galan den 22 juli 2008. Efter att i ett hoppförsök ha fått känningar i den baklårsskada som sedan 2007 hade hindrat Olssons återkomst till tävlandet, meddelade han att det inte är aktuellt med hans medverkan i Peking. Det hindrade honom dock inte från att vara fanbärare för Sverige när spelen invigdes.
Säsongerna 2009 och 2010 kantades av skador men Olsson hann i alla fall med att vinna ett SM-tecken 2009. 2010 deltog han vid inomhus-VM i Doha, Qatar, där han kom fyra med 17,23.
Säsongen 2011 inledde Olsson förhållandevis skadefri och han kunde ställa upp i inomhus-EM där han slutade 5:a på 17,20. Han deltog i Diamond League-tävlingarna där han som bäst kom 2:a i New York. Vid VM i Daegu i Sydkorea i september tog han sig till final med 17,16, och i finalen tog han en sjätteplats med 17,23.
Christian Olsson utsågs 2002 till Stor grabb nummer 462 i friidrott. Den 14 maj 2012 meddelade Olsson att karriären var slut då skador fortsatte sätta stopp för träning och tävling.

## Privatliv
Olsson bodde tidigare i Gårdsten, Göteborg och sedan i Lindome. Från slutet av 2002 var han skriven i Monaco. Han bor numera (2021) i Kungsbacka. Han har en son född 2010 och en dotter född 2013 från ett tidigare äktenskap med Gordana Bosanac.

## Internationella medaljer

### Tresteg
- Olympiska spelen
  - 2004, Aten – 17,79 m – Guld[1]

- VM (utomhus)
  - 2001, Edmonton – 17,47 m – Silver
  - 2003, Paris – 17,72 m – Guld[2]

- VM (inomhus)
  - 2003, Birmingham – 17,70 m – Guld[4]
  - 2004, Budapest – 17,83 m – Guld[5]

- EM (utomhus)
  - 2002, München – 17,53 m – Guld[6]
  - 2006, Göteborg – 17,67 m – Guld[7]

- EM (inomhus)
  - 2002, Wien – 17,54 m – Guld[8]

- U23-EM
  - 2001, Amsterdam – 17,24 m – Guld[9]

- Junior-EM
  - 1999, Riga – 16,18 m – Silver

### Höjdhopp
- Junior-EM
  - 1999, Riga – 2,21 m – Guld

## Andra segrar

### Tresteg
- 2001: Helsingfors (Grand Prix) – 17,08 m; Vasa (Europacupen first league) – 17,00 m; Rethymno (friidrottsgala) – 17,49 m
- 2002: Aten (Grand Prix) – 17,40 m; Sevilla (Europacupen first league) – 17,63 m; Monaco (Golden League) – 17,63 m; Berlin (Golden League) – 17,40 m; Paris (Grand Prix Final) – 17,48 m[34]
- 2003: Villmanstrand (Europacupen first league) – 17,38 m; Rethymno (friidrottsgala) – 17,55 m; Gateshead (Grand Prix) – 17,92 (w) m; DN-Galan Stockholm (Grand Prix) – 17,36 m; Monaco (World Athletics Final) – 17,55 m[35]
- 2004: Turin (Grand Prix) – 17,61 m; Bergen (Golden League) – 17,58 m; Bydgoszcz (Europacupen super league) – 17,30 m; Gateshead (Grand Prix) – 17,43 m; Rom (Golden League) – 17,50 m; Paris Saint-Denis (Golden League) – 17,41 m; Zürich (Golden League) – 17,46 m; Bryssel (Golden League) – 17,44 m; Berlin (Golden League) – 17,45 m; Monaco (World Athletics Final) – 17,66 m[36]
- 2006: Prag (Europacupen super league) – 17,40 m; Lausanne (Grand Prix) – 17,62 m; London (Grand Prix) – 17,42 m; Zürich (Golden League-gala) – 17,39 m

## Personliga rekord
| Utomhus - 100 meter – 10,90 (Brisbane, Australien 2 december 2006) - Höjdhopp – 2,28 (Båstad 29 juli 2003) - Höjdhopp – 2,24 (Göteborg 27 augusti 2002) - Längdhopp – 7,71 (Feldkirch, Österrike 31 juli 2002) - Längdhopp – 7,69 (Helsingfors, Finland 24 augusti 2002) - Längdhopp – 7,84 (medvind 2,3 m/s) (Helsingfors, Finland 6 september 2003) - Tresteg – 17,79 (Atén, Grekland 22 augusti 2004) - Tresteg – 17,92 (medvind 3,4 m/s) (Gateshead, Storbritannien 13 juli 2003) | Inomhus - 60 meter – 7,19 (Sätra 1 mars 2003) - Höjdhopp – 2,28 (Göteborg 9 februari 2002) - Längdhopp – 6,97 (Göteborg 24 februari 2007) - Tresteg – 17,83 (Budapest, Ungern 7 mars 2004) |

## Utmärkelser
- 2003 – Europas främsta friidrottare
- 2004 – Årets göteborgare tillsammans med Yannick Tregaro
- 2004 – GP:s stora sportpris (Artikel i Göteborgsposten 12 januari 2005)
- 2005 – Victoriastipendiet[40]
- 2005 – H.M. Konungens medalj i 8:e storleken med högblått band[41]